# Acanthomenexenus polyacanthus
Acanthomenexenus polyacanthus är en insektsart som först beskrevs av Carl August Dohrn 1910.  Acanthomenexenus polyacanthus ingår i släktet Acanthomenexenus och familjen Phasmatidae. Inga underarter finns listade i Catalogue of Life.

## Bildgalleri

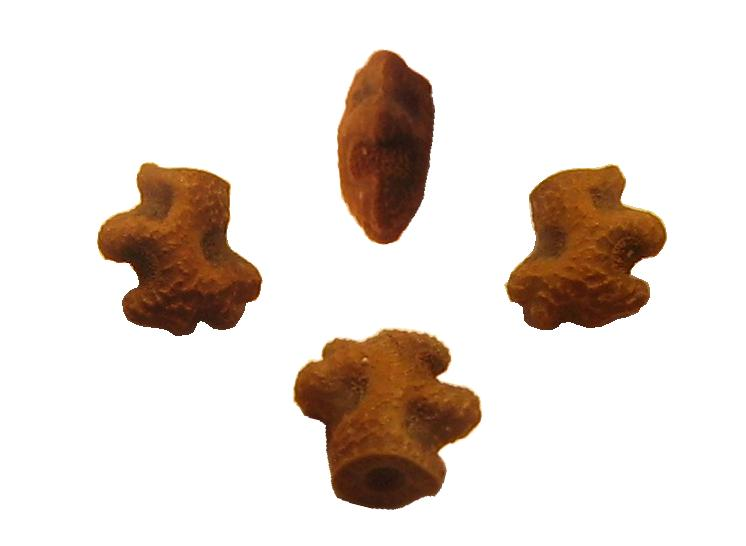
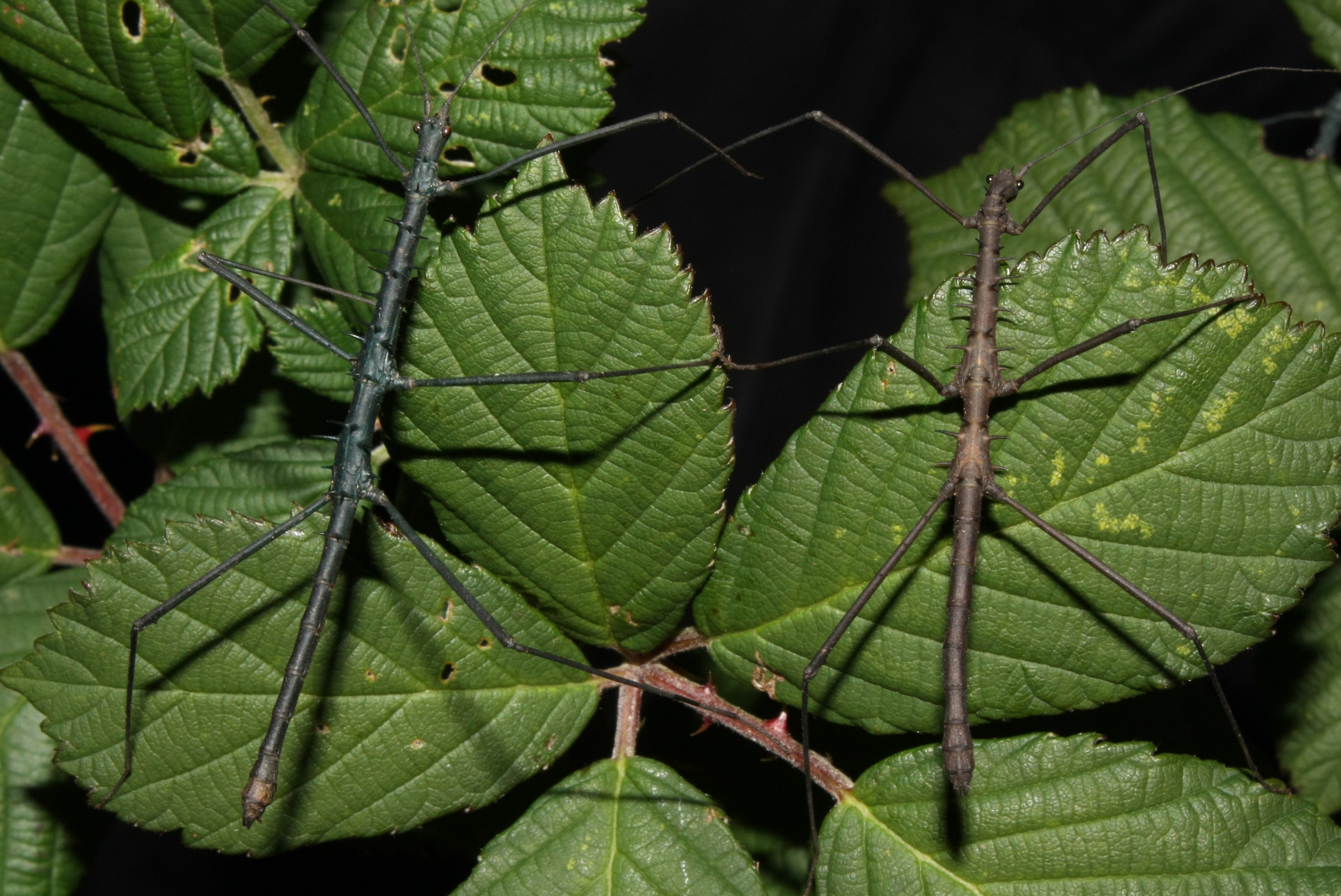
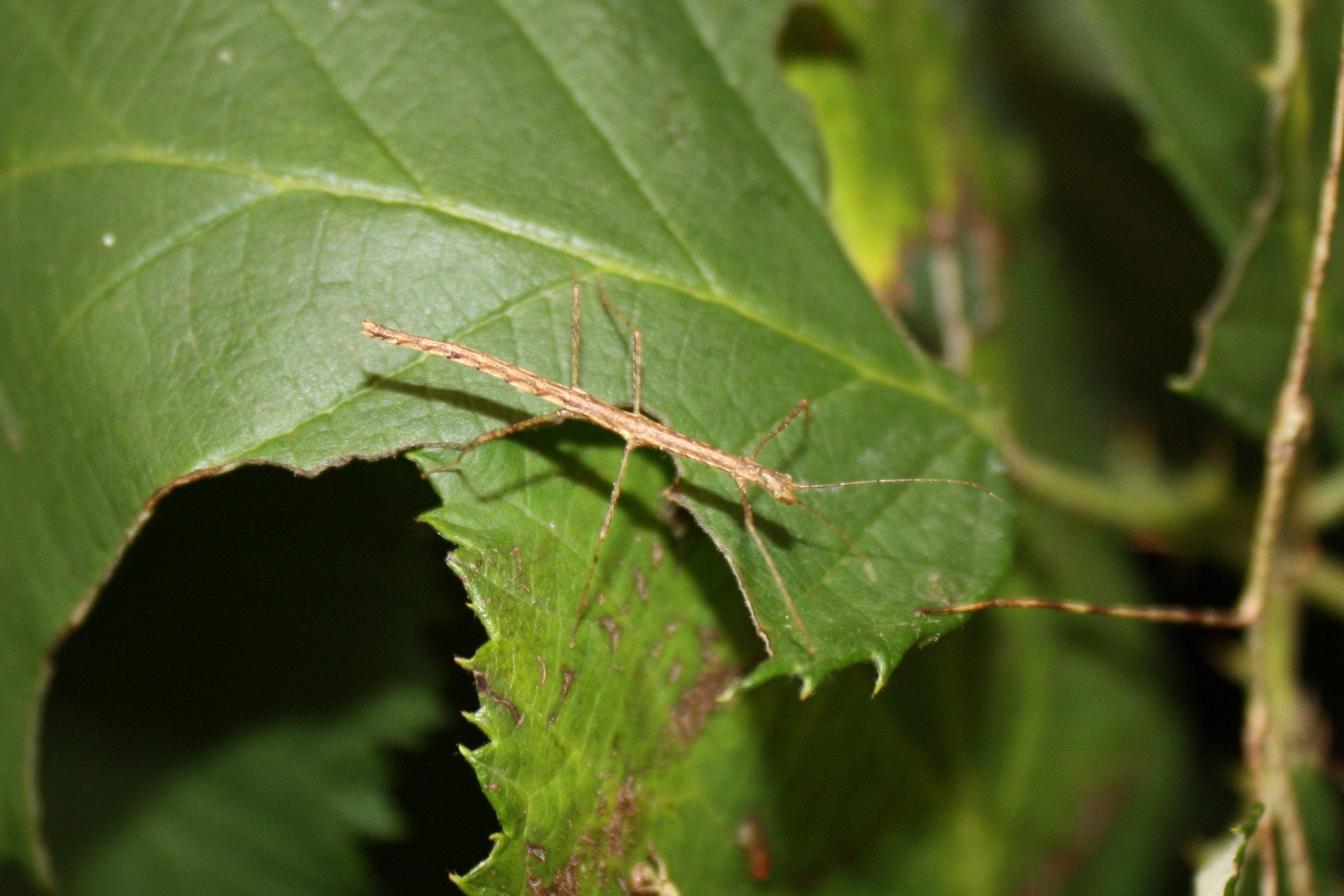
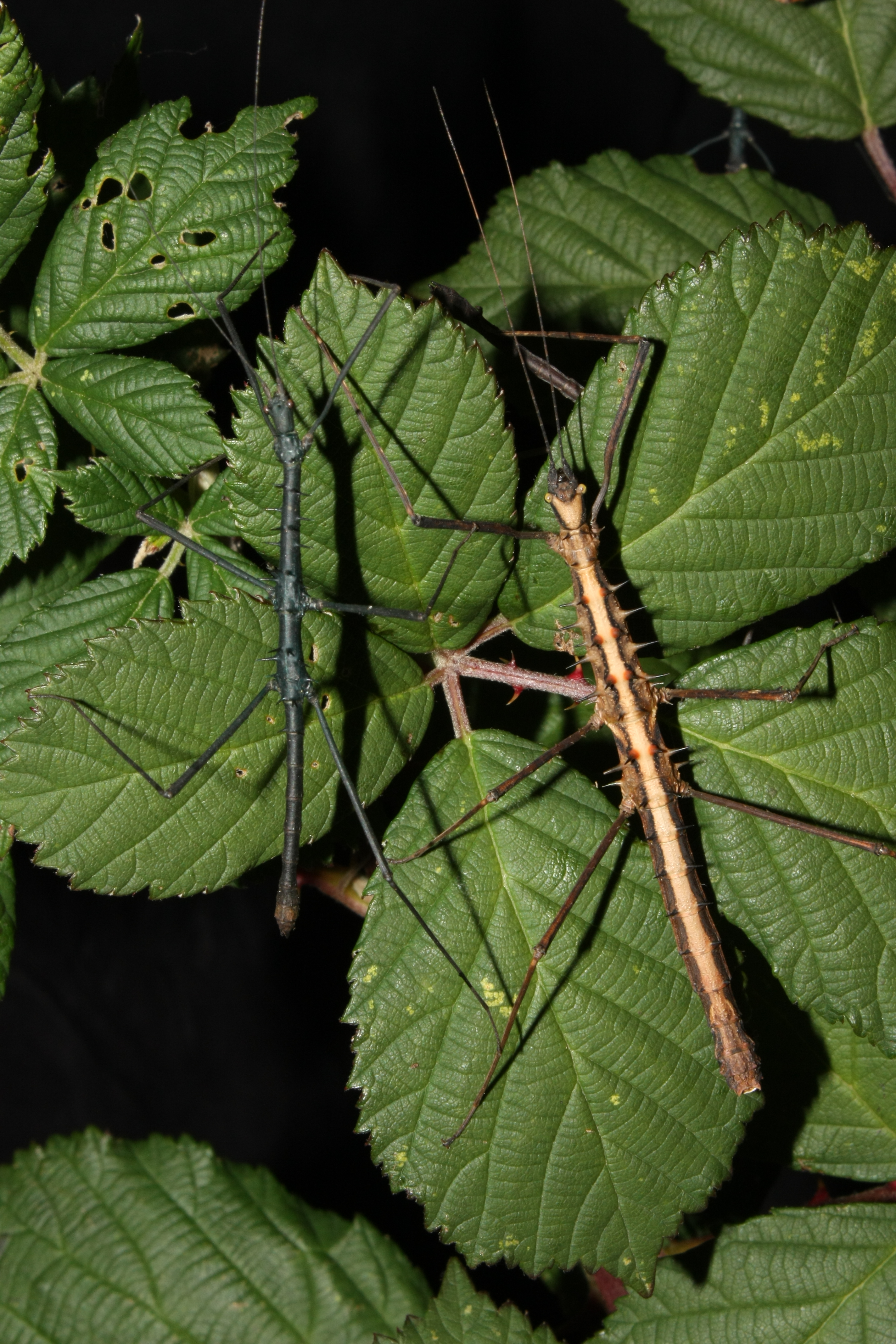
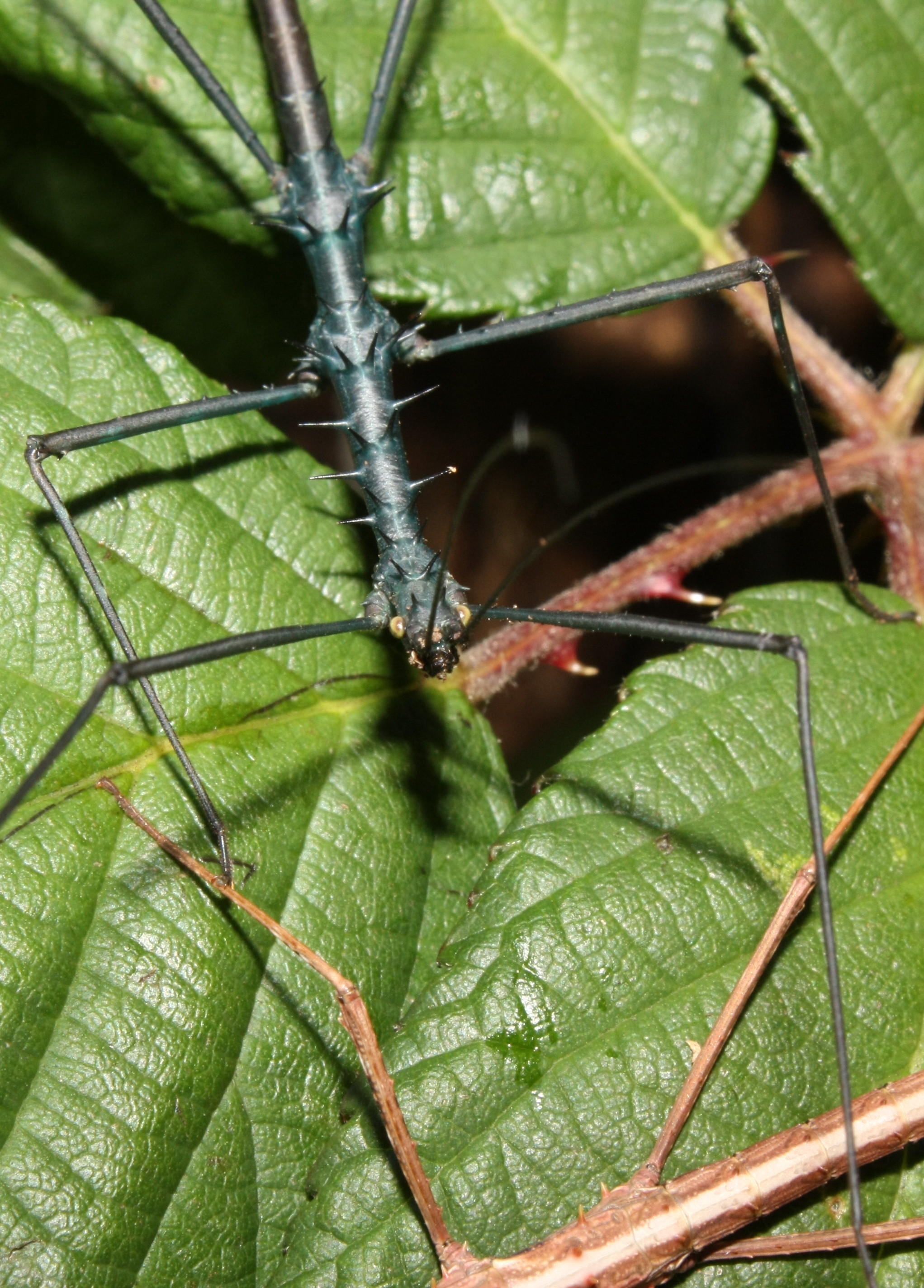